# Alfred Petersen (Theologe)

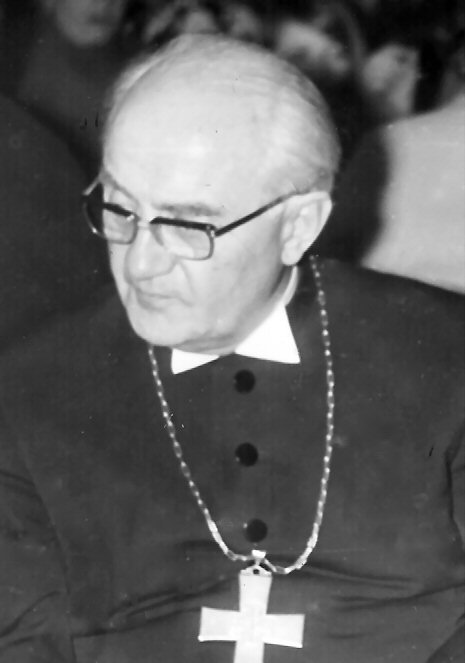
Alfred Petersen im Jahr 1973

Alfred Otto Petersen (* 13. November 1909 in Altona; † 11. Mai 2004 in Schleswig) war ein deutscher evangelisch-lutherischer Theologe.

## Leben
Petersen studierte Theologie in Bethel, Tübingen, Berlin und Kiel. In Tübingen wurde er Mitglied des Tübinger Wingolf. Das erste Theologische Examen legte er 1932 ab und begann sein Vikariat in Husum. Nach dem Zweiten Theologischen Examen 1934 wurde Petersen am 13. Mai 1934 durch Landesbischof Adalbert Paulsen in Blankenese ordiniert. Er wurde danach Hilfsgeistlicher in Hamburg-Rahlstedt. Im Oktober desselben Jahres wurde Petersen Pastor in Viöl und heiratet am 6. Dezember 1934 dort Erika Röhl (* 29. Januar 1913 in Tönning; † 17. Oktober 2004 in Schleswig), die Tochter des Husumer Propsten, die er während des Vikariates kennengelernt hatte. Seit 1934 war Petersen Mitglied der Bekennenden Kirche. 1939 wurde Petersen Pastor in Husum; 1940 wurde er eingezogen und war Soldat in der Sowjetunion und Frankreich, wo er in Gefangenschaft geriet, aus der er 1946 zurückkehrte.

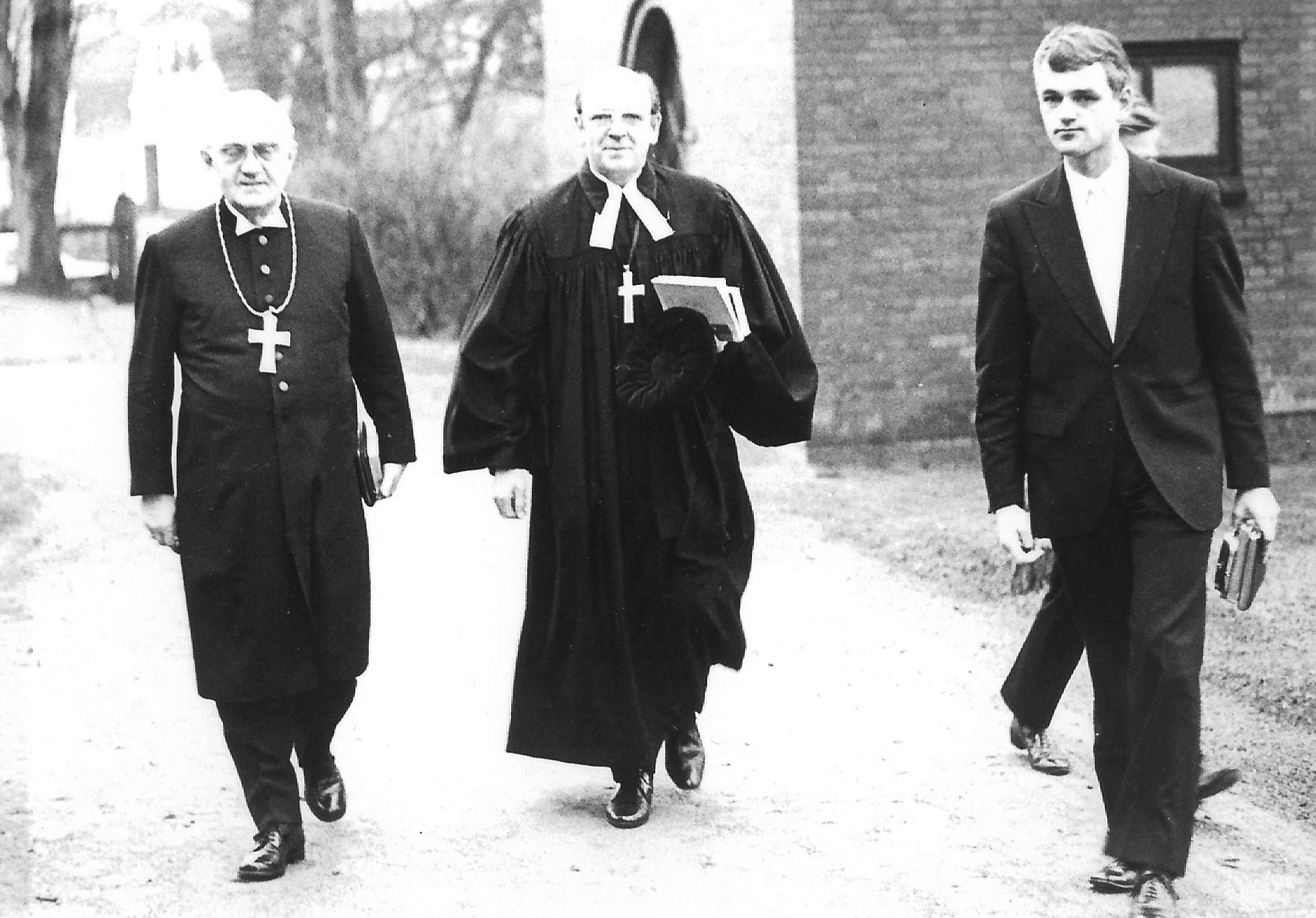
Bischof Alfred Petersen mit Propst Hans Egon Petersen und Pastor Hans Hollstein in Leck 1973

1951 wurde Petersen Pastor der Inneren Mission und Beauftragter für das Evangelische Hilfswerk in Rendsburg. Zwischen 1951 und 1957 war Petersen unter anderem Mitbegründer des Theodor-Schäfer-Berufsbildungswerkes in Husum und Mitglied des Landesausschusses der Evangelisch-Lutherischen Diakonissenanstalt in Flensburg. 1957 wurde Petersen Propst der Propstei Husum-Bredstedt in Husum. Von 1961 bis 1977 war Petersen Mitglied der Kirchenleitung der Vereinigten Evangelisch-Lutherische Kirche Deutschlands VELKD. Vom 14. November 1967 bis 31. Dezember 1978 war Petersen Bischof für den Sprengel Schleswig.
Von 1969 bis 1980 war Petersen Vorsitzender des Landesvereins für Innere Mission in Schleswig-Holstein. Von 1970 bis 1979 war er Mitglied des Rates der EKD. Petersen gilt als maßgeblicher Architekt der heutigen Nordelbischen Evangelisch-Lutherischen Kirche, deren erster Vorsitzender der Kirchenleitung er am 1. Januar 1977 wurde. Im selben Jahr verlieh ihm die theologische Fakultät der Christian-Albrechts-Universität Kiel die Ehrendoktorwürde. 1978 erhielt Petersen das Große Verdienstkreuz des Verdienstordens der Bundesrepublik Deutschland.

## Schriften (Auswahl)
- mit Hans Schulz, Gerhard Heintze, Winfried Steffani, Heiner Grote, Joachim Lell, Martin Schmidt: Glaube und Normen – Im Lichte der Reformation (= Jahrbuch des Evangelischen Bundes XIX), hg. von Gerhard Beetz, Vandenhoeck & Ruprecht, Göttingen 1976.
- Gegen die „Politik der Nadelstiche“, in: Wolfgang Prehn u. a. (Hrsg.): Zeit, den schmalen Weg zu gehen. Zeugen berichten vom Kirchenkampf in Schleswig-Holstein, Luth. Verlagsgesellschaft, Kiel 1985, S. 35–40.
- Wer unter dem Schirm des Höchsten sitzt. Predigten und Beiträge aus sechs Jahrzehnten. Wachholtz, Neumünster 1999 (Schriften des Vereins für Schleswig-Holsteinische Kirchengeschichte Reihe I, Band 40).
- mit Gerd Legatis und Hans-Joachim Thilo: In Würde alt werden. Drei Vorträge, Diakonisches Werk o. J.